# Душан Драгосавац
Душан Драгосавац (Вребац код Госпића, 1. децембар 1919 — Загреб, 21. децембар 2014) био је учесник Народноослободилачке борбе и друштвено-политички радник СФР Југославије и СР Хрватске. У периоду од 20. октобра 1981. до 20. јуна 1982. обављао је функцију председника Председништва ЦК СКЈ.

## Биографија
Рођен је 1. децембра 1919. године у селу Вребац код Госпића у српској породици. Завршио је Вишу партијску школу „Ђуро Ђаковић“ у Београду, а Правни факултет у Загребу, где је стекао докторат економских наука.
Члан Савеза комунистичке омладине Југославије (СКОЈ) постао је 1941, а Комунистичке партије Југославије 1942. године. Био је један од организатора устанка у Лици.
Током Народноослободилачког рата био је на разним партијским функцијама, међу којима и члан и секретар Котарског комитета, те члан и организациони секретар Окружног комитета КПХ за Карловац.
Након рата обављао је више државних и партијских функција:
- председник Обласног Народноослободилачког одбора за Карловац
- секретар појединих државних секретаријата Народне Републике Хрватске
- предсједник Привредног већа Сабора СР Хрватске
- председник и секретар Савезне спољнотрговинске коморе
- потпредседник Савезне привредне коморе
- члан Централног комитета Савеза комуниста Хрватске од 1954. године
- члан Извршног комитета ЦК СКХ од 1965. године
- заменик секретара Извршног комитета ЦК СКХ од 1969. године
- секретар Извршног комитета Председништва ЦК СКХ од 1974. године
- члан Централног комитета СКЈ и његовог Председништва од 1978. године
- секретар Председништва ЦК СКЈ
- председник Председништва ЦК СКЈ, од 20. октобра 1981. до 20. јуна 1982. године

Преминуо је 21. децембра 2014. године. Био је ожењен Невенком Драгосваац (1927—1979), учесницом НОР и друштевно-политичким радником.
Носилац је Партизанске споменице 1941. и других југословенских одликовања, међу којима су Орден братства и јединства првог реда, Орден рада првог реда, Ордена заслуга за народ другог реда и Орден за храброст.

## Дела
Написао је више расправа о економским и друштвеним темама:
- Против грађанско-конзервативних схватања и догматизма, Сплит 1975.
- Закон вредности у стаљинистичкој концепцији, Загреб 1976.
- Национално и интернационално, Загреб 1978.
- Савез комуниста у револуционарној акцији, Београд 1979.
- Класе и интелигенција, слободе и критика, Загреб 1981.
- Политичке расправе, Загреб 1981.
- Друштвено-економски аспекти социјалистичког самоуправљања, Загреб 1984.
- Актуелни аспекти националног питања у Југославији, Загреб 1984.
- Збивања и свједочења, Загреб 1985. и 1987.
- Југославeнскo јуче, данас, сутра, Загреб 1988.